# Nizhee Corozal
El Nizhee Corozal Football Club es un equipo de fútbol de Belice que milita en la Liga Premier de Belice, la liga de fútbol más importante del país.

## Historia
Fue fundado en el año 1985 en la ciudad de Corozal Town con el nombre La Victoria FC y desde su fundación ha tenido varios nombres en su historia, los cuales han sido:
- 1991-95 - La Victoria FC
- 1997-98 - FC Corozal
- 1998-99 - Midsouth FC
- 1999-01 - La Victoria Dolphins FC
- 2001-02 - Sagitun FC
- 2002-03 - Corozal Victory FC
- 2008-09 - Nizhee Corozal FC

Ha sido campeón de Liga en 3 ocasiones y ha participado en 3 torneos continentales, donde su mejor participación ha sido en la Copa de Campeones de la Concacaf del año 1992, donde fue eliminado en la segunda ronda por el San Francisco Bay Blackhawks de Estados Unidos.

## Palmarés
- Liga Premier de Fútbol de Belice: 3

1991-92, 1993-94, 2009 (verano)

## Participación en competiciones de la Concacaf
- Copa de Campeones de la Concacaf: 2 apariciones

1992 - Segunda ronda
1994 - Primera ronda
- Copa Interclubes de la Uncaf: 1 aparición

2000 - Primera ronda

## Jugadores destacados
- Randy Cassanova
- Juan Carlos Monroy

## Entrenadores destacados
- Pascual Noralez